# Ацетосирингон
Ацетосиринго́н (англ. acetocyringone) — сполука фенольної природи, що виділяється рослинною клітиною при її пошкодженні чи дії патогенів. Ацетосирингон активує гени вірулентності (vir) Ті-плазміди (англ. tumor-inducing plasmid) грам-негативної бактерії Agrobacterium tumefaciens, що викликає утворення корончастого галу в дводольних рослин.